# Саръдемир (квартал)
„Саръдемир“ (на турски: Sarıdemir) е квартал на Истанбул, разположен в градска околия Фатих. Общата му площ е 0,11 км2. Според данни на Адресната система за регистриране на населението (ABPRS) към 2024 г. „Саръдемир“ е без жители.